# شعار المغرب
شعار المغرب هو شعار الدولة المكون من الرموز الوطنية المغربية، تم اعتماده في 14 أغسطس 1957.
الشعار ذهبي يحتوي أرضية حمراء ونجمة خماسية بالأخضر، شمس ساطعة ذات 15 شعاعًا، زخرفة باللونين الذهبي والفضي، أسدين أطلسيين في الجانبية، تاج ملكي يضم ألوان العلم، ولافتة مكتوب عليها «إِنْ تَنْصُرُوا اللَّهَ يَنْصُرْكُمْ» (سورة محمد، الآية 7).
يلاحظ عبر تاريخ المغرب استعمال بعض شعارات دولة ولافتات متمثلة في رموز خاصة بأوقات الحرب، التيارات السياسية الداخلية، أو تلك المقتبسة من علم المغرب المتبنى من طرف السلالة الحاكمة في تلك الفترة.

## التاريخ

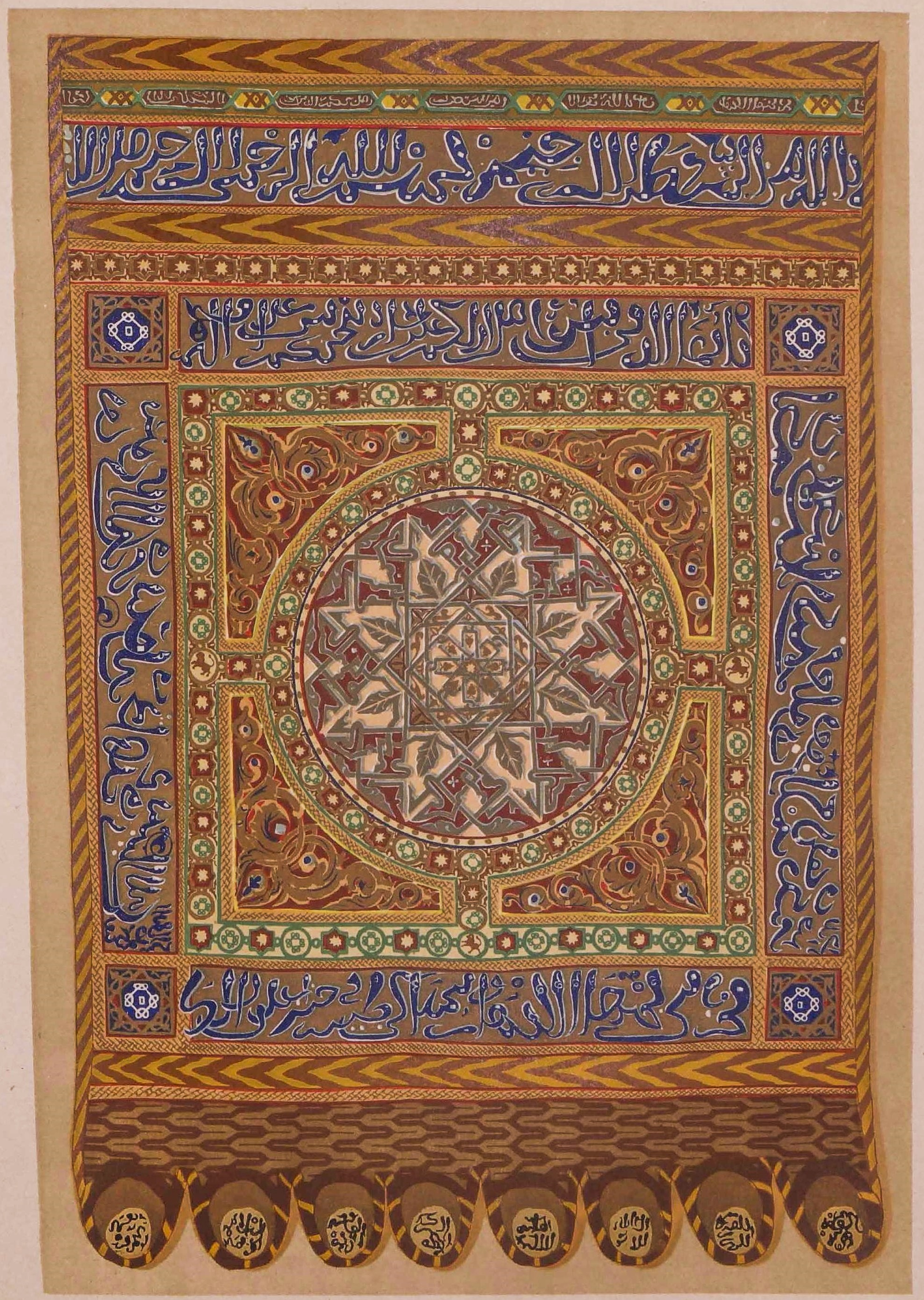
"شعار الموريين" سنة 1212، خلال فترة حكم سلالة الموحدين
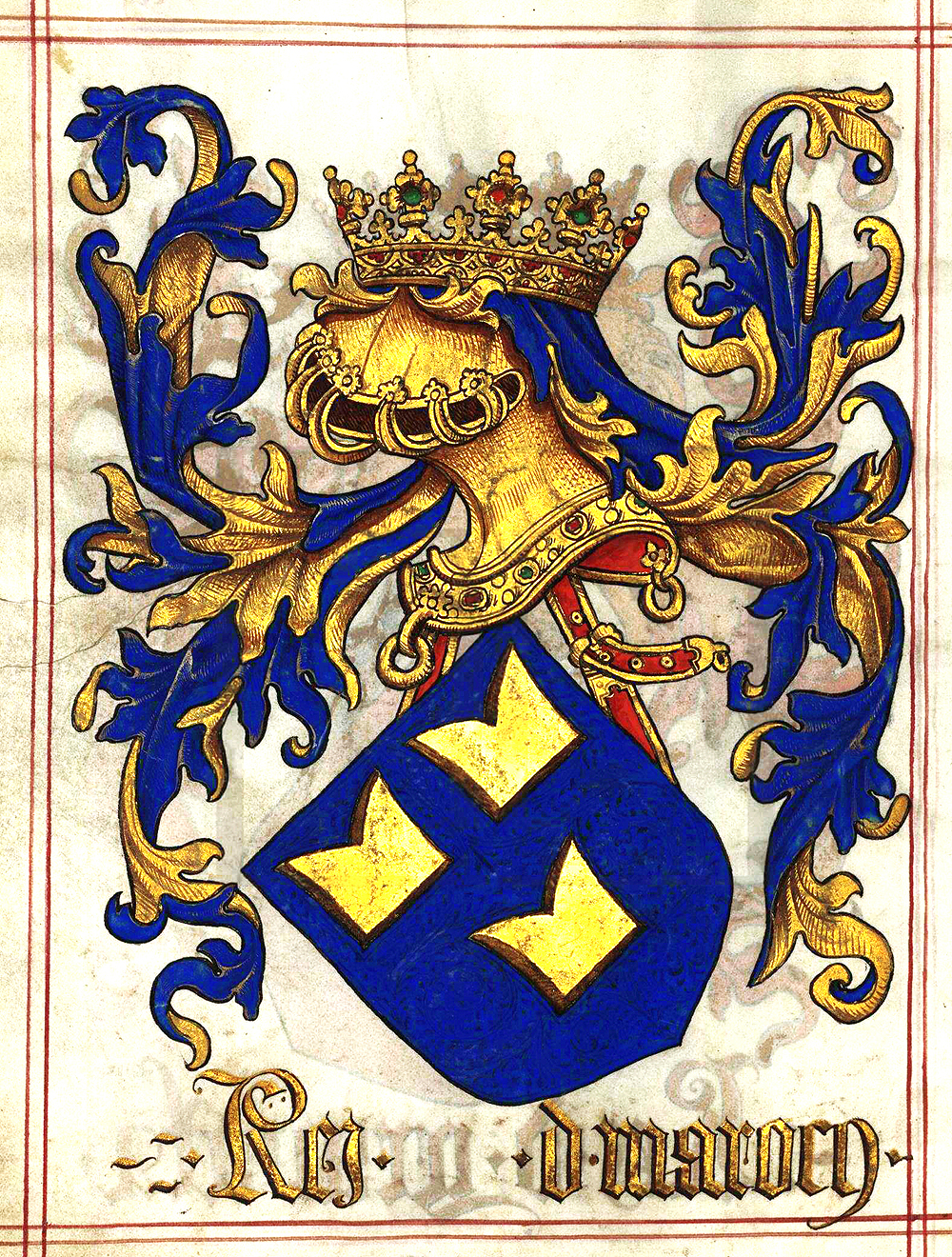
شعار "ملك المغرب" كما يظهر في كتاب المدرع العالي [البرتغالية] سنة 1509
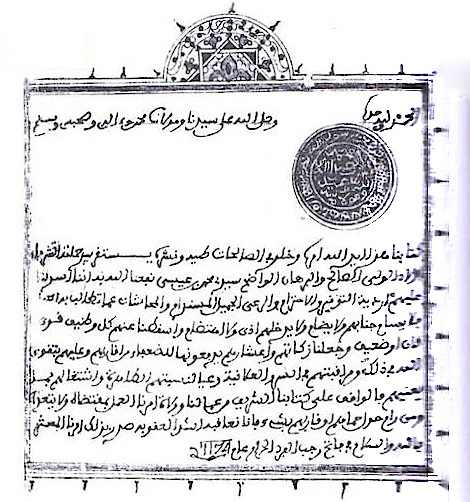
الرموز الوطنية كما تظهر في ظهير صادر عن محمد الثالث سنة 1761
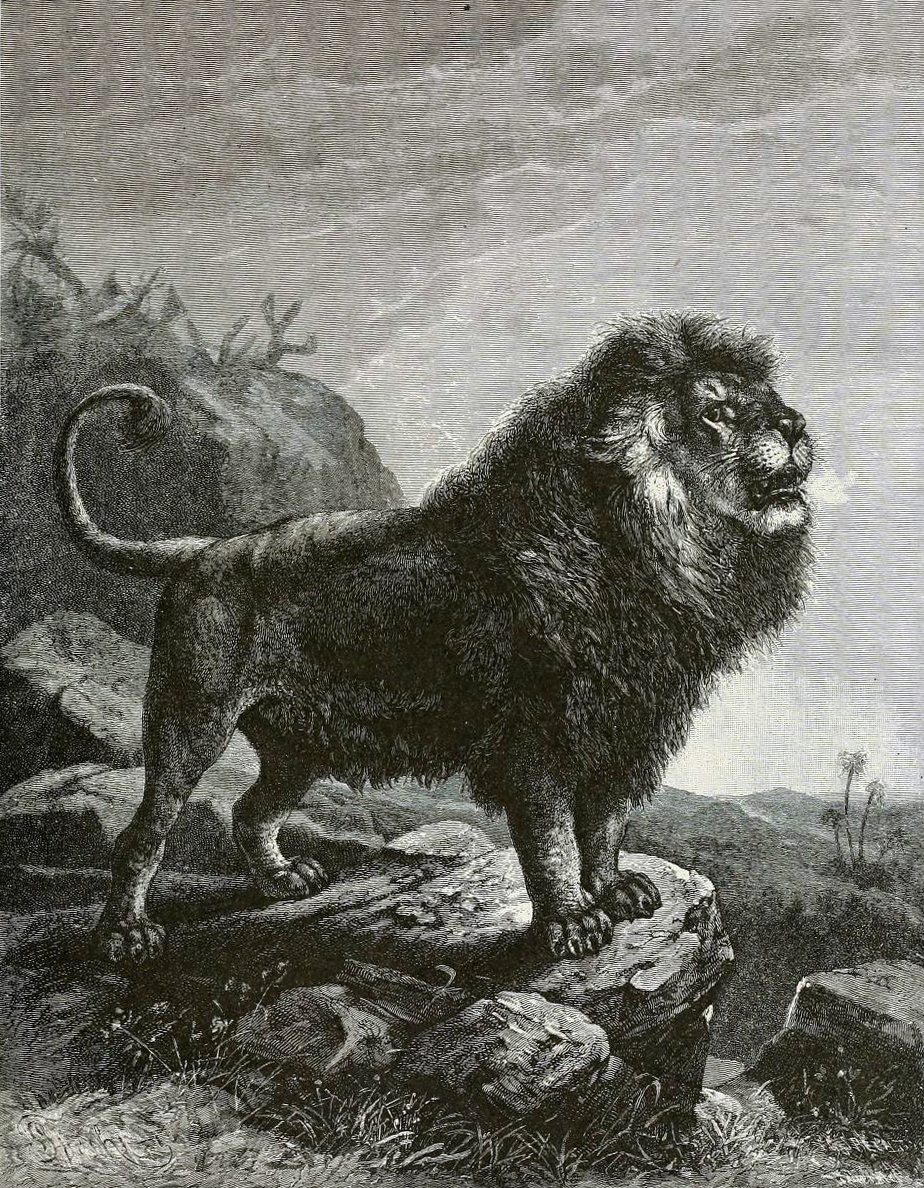
الأسد الأطلسي هو الحيوان الوطني للبلاد